# La Salustia
La Salustia är en opera i tre akter med musik av Giovanni Battista Pergolesi och libretto möjligen av Sebastiano Morelli efter Apostolo Zenos libretto till Alessandro Severo (1716).

## Historia
La Salustia var Pergolesis första opera seria och bygger på historien om den romerske kejsaren Alexander Severus och hans hustru Sallustia Orbiana. Rollen som Marziano var tänkt att sjungas av kastratsångaren Nicolo Grimaldi men då denne avled hastigt den 1 januari 1732 engagerades den blott 17-årige Gioacchino Conti (känd som "Giziello") att sjunga partiet. Men det ansågs inte passande att en så ung man axlade rollen som elak fader, så rollen som Marziano gick i stället till tenoren Francesco Tolve. Conti fick sjunga den mindre krävande rollen som Claudio. Pergolesi fick i all hast transponera ner alla Marzianos sångpartier för en tenor och transponera upp all Claudios partier. Operan hade premiär i slutet av januari 1732 på Teatro San Bartolomeo i Neapel.

## Personer
- Marziano, general i Alessandros armé (ursprungligen komponerad för kastratkontraalt; sjungen av tenor)
- Salustia, hans dotter, Alessandros kejsarinna (sopran)
- Giulia Mammea, moder till kejsaren (sopran)
- Alessandro, hennes son tillika kejsare (kontraalt)
- Albina, romarinna, utklädd till man och förälskad i Claudio (sopran)
- Claudio, romersk riddare, Marzianos vän (ursprungligen komponerad för tenor; sjungen av soprankastrat

## Handling
Alessandros moder Giulia baktalar svärdottern Salustia och Salustias fader vill hämnas. 